# Calcio ai Giochi della XXXI Olimpiade - Convocazioni al torneo maschile
Quello che segue è l'elenco di squadre per ogni nazione che competeranno nel calcio maschile alle Olimpiadi di Rio de Janeiro 2016. Ogni nazione deve presentare una squadra composta da 18 giocatori, 15 dei quali devono essere nati dopo il primo gennaio 1993, e tre dei quali possono essere giocatori più anziani fuoriquota (di seguito indicati negli elenchi con (+) ). Un minimo di due portieri (più un portiere di riserva opzionale) devono essere inclusi nella lista della squadra.

## Girone A

### Brasile
Allenatore:  Rogério Micale
| N. | Pos. | Giocatore               | Data nascita (età) | Pres. | Reti | Squadra             |
| -- | ---- | ----------------------- | ------------------ | ----- | ---- | ------------------- |
| 1  | P    | Weverton (+)            | 13 dicembre 1987   | 0     | 0    | Atlético Paranaense |
| 2  | D    | Zeca                    | 16 maggio 1994     | 6     | 0    | Santos              |
| 3  | D    | Rodrigo Caio            | 17 agosto 1993     | 6     | 1    | São Paulo           |
| 4  | D    | Marquinhos              | 14 maggio 1994     | 0     | 0    | Paris Saint-Germain |
| 5  | C    | Renato Augusto (+)      | 8 febbraio 1988    | 0     | 0    | Beijing Guoan       |
| 6  | D    | Douglas Santos          | 22 marzo 1994      | 4     | 0    | Atlético Mineiro    |
| 7  | A    | Luan Vieira             | 27 marzo 1993      | 4     | 3    | Grêmio              |
| 8  | C    | Rafinha                 | 12 febbraio 1993   | 5     | 0    | Barcelona           |
| 9  | A    | Gabriel Barbosa Almeida | 30 agosto 1996     | 5     | 6    | Santos              |
| 10 | A    | Neymar (+)              | 5 febbraio 1992    | 7     | 4    | Barcelona           |
| 11 | A    | Gabriel Jesus           | 3 aprile 1997      | 6     | 2    | Palmeiras           |
| 12 | C    | Walace                  | 4 aprile 1995      | 0     | 0    | Grêmio              |
| 13 | D    | William                 | 3 aprile 1995      | 0     | 0    | Internacional       |
| 14 | D    | Luan Garcia Teixeira    | 10 maggio 1993     | 5     | 2    | Vasco da Gama       |
| 15 | C    | Rodrigo Dourado         | 17 giugno 1994     | 1     | 0    | Internacional       |
| 16 | C    | Thiago Maia             | 13 marzo 1997      | 2     | 0    | Santos              |
| 17 | C    | Felipe Anderson         | 15 aprile 1993     | 7     | 2    | Lazio               |
| 18 | P    | Uilson                  | 28 aprile 1994     | 0     | 0    | Atlético Mineiro    |

### Danimarca
Allenatore:  Niels Frederiksen
| N. | Pos. | Giocatore               | Data nascita (età) | Pres. | Reti | Squadra         |
| -- | ---- | ----------------------- | ------------------ | ----- | ---- | --------------- |
| 1  | P    | Jeppe Højbjerg          | 30 aprile 1995     | 0     | 0    | Esbjerg         |
| 2  | C    | Mikkel Desler           | 19 febbraio 1995   | 0     | 0    | OB              |
| 3  | D    | Kasper Larsen           | 25 gennaio 1993    | 0     | 0    | Groningen       |
| 4  | D    | Edigeison Gomes (+)     | 17 novembre 1988   | 0     | 0    | Henan Jianye    |
| 5  | D    | Jakob Blåbjerg          | 11 gennaio 1995    | 0     | 0    | Aalborg         |
| 6  | D    | Andreas Maxsø           | 18 marzo 1994      | 0     | 0    | Nordsjælland    |
| 7  | C    | Lasse Vibe (+)          | 22 febbraio 1987   | 0     | 0    | Brentford       |
| 8  | C    | Lasse Vigen Christensen | 15 agosto 1994     | 0     | 0    | Fulham          |
| 9  | A    | Nicolai Brock-Madsen    | 9 gennaio 1993     | 0     | 0    | Birmingham City |
| 10 | A    | Yussuf Poulsen          | 15 giugno 1994     | 0     | 0    | Leipzig         |
| 11 | A    | Uffe Bech               | 13 gennaio 1993    | 0     | 0    | Hannover 96     |
| 12 | C    | Frederik Børsting       | 13 febbraio 1995   | 0     | 0    | Aalborg         |
| 13 | A    | Emil Larsen (+)         | 22 giugno 1991     | 0     | 0    | Lyngby          |
| 14 | C    | Casper Nielsen          | 29 aprile 1994     | 0     | 0    | Esbjerg         |
| 15 | D    | Pascal Gregor           | 18 febbraio 1994   | 0     | 0    | Nordsjælland    |
| 16 | C    | Robert Skov             | 20 maggio 1996     | 0     | 0    | Silkeborg       |
| 17 | C    | Jens Jønsson            | 10 gennaio 1993    | 0     | 0    | AGF             |
| 18 | P    | Lukas Fernandes         | 1º marzo 1993      | 0     | 0    | Sønderjysk      |

### Iraq
Allenatore:  Abdul Ghani Shahad
| N. | Pos. | Giocatore             | Data nascita (età) | Pres. | Reti | Squadra           |
| -- | ---- | --------------------- | ------------------ | ----- | ---- | ----------------- |
| 1  | P    | Fahad Talib           | 21 ottobre 1994    | 9     | 0    | Al-Quwa Al-Jawiya |
| 2  | D    | Ahmad Ibrahim (+)     | 25 febbraio 1992   | 6     | 0    | Svincolato        |
| 3  | D    | Hawbir Moustafa       | 24 settembre 1993  | 0     | 0    | MVV               |
| 4  | D    | Mustafa Nadhim        | 23 settembre 1993  | 28    | 4    | Naft Al-Wasat     |
| 5  | D    | Ali Faez              | 9 settembre 1994   | 9     | 1    | Rizespor          |
| 6  | D    | Ali Adnan             | 19 dicembre 1993   | 10    | 5    | Udinese           |
| 7  | A    | Hammadi Ahmad (+)     | 18 ottobre 1989    | 0     | 0    | Al-Quwa Al-Jawiya |
| 8  | A    | Mohannad Abdul-Raheem | 22 settembre 1993  | 15    | 5    | Al-Zawraa         |
| 9  | C    | Mahdi Kamel           | 6 gennaio 1995     | 26    | 6    | Al-Shorta         |
| 10 | C    | Ali Husni             | 23 maggio 1994     | 9     | 3    | Rizespor          |
| 11 | C    | Humam Tariq           | 10 febbraio 1996   | 12    | 5    | Al-Quwa Al-Jawiya |
| 12 | P    | Mohammed Hameed       | 24 gennaio 1993    | 7     | 0    | Naft Al-Wasat     |
| 13 | A    | Sherko Karim          | 25 maggio 1996     | 0     | 0    | Grasshopper       |
| 14 | D    | Saad Natiq            | 19 marzo 1994      | 11    | 1    | Al-Quwa Al-Jawiya |
| 15 | D    | Dhurgham Ismail       | 23 maggio 1994     | 12    | 1    | Rizespor          |
| 16 | C    | Saad Abdul-Amir(+)    | 19 gennaio 1992    | 4     | 0    | Al-Qadisiyya      |
| 17 | D    | Alaa Ali Mhawi        | 3 giugno 1996      | 5     | 0    | Al-Zawraa         |
| 18 | C    | Amjad Attwan          | 12 marzo 1997      | 5     | 2    | Al-Shorta         |

### Sud Africa
Allenatore:  Owen Da Gama
| N. | Pos. | Giocatore                 | Data nascita (età) | Pres. | Reti | Squadra               |
| -- | ---- | ------------------------- | ------------------ | ----- | ---- | --------------------- |
| 1  | P    | Jody February             | 12 maggio 1996     | 0     | 0    | Ajax Cape Town        |
| 2  | D    | Eric Mathoho (+)          | 1º marzo 1990      | 0     | 0    | Kaizer Chiefs         |
| 3  | D    | Tercious Malepe           | 18 febbraio 1997   | 0     | 0    | Orlando Pirates       |
| 4  | D    | Mothobi Mvala             | 14 giugno 1994     | 0     | 0    | Highlands Park        |
| 5  | D    | Rivaldo Coetzee           | 16 ottobre 1996    | 0     | 0    | Ajax Cape Town        |
| 6  | D    | Kwandakwensizwa Mngonyama | 25 settembre 1993  | 0     | 0    | Maritzburg United     |
| 7  | A    | Menzi Masuku              | 15 aprile 1993     | 0     | 0    | Orlando Pirates       |
| 8  | A    | Tyroane Sandows           | 12 febbraio 1995   | 0     | 0    | Grêmio                |
| 9  | A    | Tashreeq Morris           | 13 maggio 1994     | 0     | 0    | Ajax Cape Town        |
| 10 | C    | Keagan Dolly              | 22 gennaio 1993    | 0     | 0    | Mamelodi Sundowns     |
| 11 | C    | Maphosa Modiba            | 22 luglio 1995     | 0     | 0    | Mpumalanga Black Aces |
| 12 | A    | Lebogang Mothiba          | 28 gennaio 1996    | 0     | 0    | Lille                 |
| 13 | D    | Abbubaker Mobara          | 18 febbraio 1994   | 0     | 0    | Orlando Pirates       |
| 14 | C    | Gift Motupa               | 23 settembre 1994  | 0     | 0    | Orlando Pirates       |
| 15 | C    | Phumlani Ntshangase       | 24 dicembre 1994   | 0     | 0    | Bidvest Wits          |
| 16 | P    | Itumeleng Khune (+)       | 20 giugno 1987     | 0     | 0    | Kaizer Chiefs         |
| 17 | D    | Tebogo Moerane            | 7 aprile 1995      | 0     | 0    | Bidvest Wits          |
| 18 | C    | Deolin Mekoa              | 10 agosto 1993     | 0     | 0    | Maritzburg United     |

## Girone B

### Colombia
Allenatore:  Carlos Restrepo
| N. | Pos. | Giocatore               | Data nascita (età) | Pres. | Reti | Squadra           |
| -- | ---- | ----------------------- | ------------------ | ----- | ---- | ----------------- |
| 1  | P    | Cristian Bonilla        | 2 giugno 1993      | 4     | 0    | Atlético Nacional |
| 2  | D    | William Tesillo (+)     | 02 febbraio 1990   | 0     | 0    | Santa Fe          |
| 3  | D    | Deivy Balanta           | 02 settembre 1993  | 2     | 0    | Junior            |
| 4  | D    | Deiver Machado          | 2 settembre 1993   | 3     | 0    | Millonarios       |
| 5  | D    | Felipe Aguilar          | 20 gennaio 1993    | 2     | 0    | Atlético Nacional |
| 6  | C    | Jefferson Lerma         | 25 ottobre 1994    | 0     | 0    | Levante           |
| 7  | A    | Arley Rodríguez         | 9 febbraio 1993    | 4     | 0    | Atlético Nacional |
| 8  | C    | Dorlan Pabón (+)        | 24 gennaio 1988    | 0     | 0    | Monterrey         |
| 9  | A    | Miguel Borja            | 26 gennaio 1993    | 2     | 0    | Atlético Nacional |
| 10 | A    | Teófilo Gutiérrez (+)   | 17 maggio 1985     | 0     | 0    | Sporting CP       |
| 11 | A    | Harold Preciado         | 1º giugno 1994     | 2     | 0    | Deportivo Cali    |
| 12 | C    | Andrés Felipe Roa       | 25 maggio 1993     | 2     | 0    | Deportivo Cali    |
| 13 | D    | Helibelton Palacios     | 11 giugno 1993     | 2     | 0    | Deportivo Cali    |
| 14 | C    | Sebastián Pérez Cardona | 29 marzo 1993      | 3     | 0    | Atlético Nacional |
| 15 | C    | Wílmar Barrios          | 16 ottobre 1993    | 3     | 0    | Deportes Tolima   |
| 16 | C    | Kevin Balanta           | 28 aprile 1997     | 2     | 0    | Deportivo Cali    |
| 17 | D    | Cristian Borja          | 18 febbraio 1993   | 5     | 0    | Santa Fe          |
| 18 | P    | Luis Hurtado            | 24 gennaio 1994    | 0     | 0    | Deportivo Cali    |

### Giappone
Allenatore:  Makoto Teguramori
| N. | Pos. | Giocatore            | Data nascita (età) | Pres. | Reti | Squadra             |
| -- | ---- | -------------------- | ------------------ | ----- | ---- | ------------------- |
| 1  | P    | Masatoshi Kushibiki  | 29 gennaio 1993    | 0     | 0    | Kashima Antlers     |
| 2  | D    | Sei Muroya           | 5 aprile 1994      | 0     | 0    | Tokyo               |
| 3  | C    | Wataru Endō          | 9 febbraio 1993    | 7     | 0    | Urawa Red Diamonds  |
| 4  | D    | Hiroki Fujiharu (+)  | 28 novembre 1988   | 3     | 0    | Gamba Osaka         |
| 5  | D    | Naomichi Ueda        | 24 ottobre 1994    | 0     | 0    | Kashima Antlers     |
| 6  | D    | Tsukasa Shiotani (+) | 5 dicembre 1988    | 2     | 0    | Sanfrecce Hiroshima |
| 7  | C    | Riki Harakawa        | 13 agosto 1993     | 0     | 0    | Kawasaki Frontale   |
| 8  | C    | Ryōta Ōshima         | 23 gennaio 1993    | 0     | 0    | Kawasaki Frontale   |
| 9  | C    | Shinya Yajima        | 18 gennaio 1994    | 0     | 0    | Fagiano Okayama     |
| 10 | C    | Shōya Nakajima       | 23 agosto 1994     | 0     | 0    | Tokyo               |
| 11 | A    | Musashi Suzuki       | 11 febbraio 1994   | 0     | 0    | Albirex Niigata     |
| 12 | P    | Kōsuke Nakamura      | 27 febbraio 1995   | 0     | 0    | Kashiwa Reysol      |
| 13 | A    | Shinzō Kōroki (+)    | 31 luglio 1986     | 16    | 0    | Urawa Red Diamonds  |
| 14 | C    | Yōsuke Ideguchi      | 23 agosto 1996     | 0     | 0    | Gamba Osaka         |
| 15 | D    | Masashi Kamekawa     | 28 maggio 1993     | 0     | 0    | Avispa Fukuoka      |
| 16 | A    | Takuma Asano         | 10 novembre 1994   | 5     | 1    | Arsenal             |
| 17 | D    | Takuya Iwanami       | 18 giugno 1994     | 0     | 0    | Vissel Kobe         |
| 18 | C    | Takumi Minamino      | 16 gennaio 1995    | 2     | 0    | Red Bull Salzburg   |

### Nigeria
Allenatore:  Samson Siasia
| N. | Pos. | Giocatore            | Data nascita (età) | Pres. | Reti | Squadra             |
| -- | ---- | -------------------- | ------------------ | ----- | ---- | ------------------- |
| 1  | P    | Daniel Akpeyi (+)    | 3 agosto 1986      | 1     | 0    | Chippa United       |
| 2  | D    | Muenfuh Sincere      | 28 aprile 1998     | 19    | 0    | Rhapsody            |
| 3  | D    | Kingsley Madu        | 12 dicembre 1995   | 0     | 0    | Trenčín             |
| 4  | D    | Shehu Abdullahi      | 12 marzo 1993      | 3     | 0    | União da Madeira    |
| 5  | D    | Saturday Erimuya     | 10 gennaio 1998    | 5     | 1    | Kayseri Erciyesspor |
| 6  | D    | William Troost-Ekong | 1º settembre 1993  | 0     | 0    | Haugesund           |
| 7  | A    | Aminu Umar           | 6 marzo 1995       | 4     | 0    | Osmanlıspor         |
| 8  | C    | Oghenekaro Etebo     | 9 novembre 1995    | 16    | 7    | Feirense            |
| 9  | A    | Imoh Ezekiel         | 24 ottobre 1993    | 0     | 0    | Anderlecht          |
| 10 | C    | John Obi Mikel (+)   | 22 aprile 1987     | 0     | 0    | Chelsea             |
| 11 | A    | Oluwafemi Ajayi      | 29 gennaio 1996    | 17    | 10   | Sfaxien             |
| 12 | C    | Popoola Saliu        | 7 agosto 1994      | 3     | 0    | Seraing             |
| 13 | A    | Umar Sadiq           | 2 febbraio 1997    | 0     | 0    | Roma                |
| 14 | C    | Azubuike Okechukwu   | 19 aprile 1997     | 19    | 1    | Yeni Malatyaspor    |
| 15 | D    | Ndifreke Udo         | 15 agosto 1998     | 13    | 0    | Abia Warriors       |
| 16 | D    | Stanley Amuzie       | 28 febbraio 1996   | 12    | 0    | Olhanense           |
| 17 | C    | Usman Mohammed       | 2 marzo 1994       | 13    | 1    | União da Madeira    |
| 18 | P    | Emmanuel Daniel      | 17 dicembre 1993   | 21    | 0    | Enugu Rangers       |

### Svezia
Allenatore:  Håkan Ericson
| N. | Pos. | Giocatore                | Data nascita (età) | Pres. | Reti | Squadra           |
| -- | ---- | ------------------------ | ------------------ | ----- | ---- | ----------------- |
| 1  | P    | Andreas Linde            | 24 luglio 1993     | 0     | 0    | Molde             |
| 2  | D    | Adam Lundqvist           | 20 marzo 1994      | 0     | 0    | Elfsborg          |
| 3  | D    | Alexander Milošević (+)  | 30 gennaio 1992    | 0     | 0    | Hannover 96       |
| 4  | D    | Joakim Nilsson           | 6 febbraio 1994    | 0     | 0    | Elfsborg          |
| 5  | D    | Pa Konate                | 25 aprile 1994     | 0     | 0    | Malmö FF          |
| 6  | C    | Abdul Khalili (+)        | 7 giugno 1992      | 0     | 0    | Mersin İdmanyurdu |
| 7  | C    | Simon Tibbling           | 7 settembre 1994   | 0     | 0    | Groningen         |
| 8  | C    | Alexander Fransson       | 2 aprile 1994      | 0     | 0    | Basilea           |
| 9  | C    | Robin Quaison            | 9 ottobre 1993     | 0     | 0    | Palermo           |
| 10 | C    | Muamer Tanković          | 22 febbraio 1995   | 0     | 0    | AZ Alkmaar        |
| 11 | C    | Astrit Ajdarević (+)     | 17 aprile 1990     | 0     | 0    | Örebro            |
| 12 | A    | Mikael Ishak             | 31 marzo 1993      | 0     | 0    | Randers           |
| 13 | D    | Jacob Une Larsson        | 8 aprile 1994      | 0     | 0    | Djurgården        |
| 14 | D    | Sebastian Starke Hedlund | 5 aprile 1995      | 0     | 0    | Kalmar            |
| 15 | D    | Noah Sonko Sundberg      | 6 giugno 1996      | 0     | 0    | GIF Sundsvall     |
| 17 | C    | Ken Sema                 | 30 settembre 1993  | 0     | 0    | Östersund         |
| 18 | P    | Tim Erlandsson           | 25 dicembre 1996   | 0     | 0    | Nottingham Forest |

## Girone C

### Corea del Sud
Allenatore:  Shin Tae-Yong
| N. | Pos. | Giocatore         | Data nascita (età) | Pres. | Reti | Squadra           |
| -- | ---- | ----------------- | ------------------ | ----- | ---- | ----------------- |
| 1  | P    | Kim Dong-jun      | 19 dicembre 1994   | 0     | 0    | Seongnam          |
| 2  | D    | Sim Sang-Min      | 21 maggio 1993     | 0     | 0    | Seoul             |
| 3  | D    | Lee Seul-Chan     | 15 agosto 1993     | 0     | 0    | Jeonnam Dragons   |
| 4  | D    | Kim Min-Tae       | 26 novembre 1993   | 0     | 0    | Vegalta Sendai    |
| 5  | D    | Choi Kyu-Baek     | 23 gennaio 1994    | 0     | 0    | Jeonbuk           |
| 6  | D    | Jang Hyun-Soo (+) | 28 settembre 1991  | 0     | 0    | Guangzhou R&F     |
| 7  | A    | Son Heung-Min (+) | 8 luglio 1992      | 0     | 0    | Tottenham         |
| 8  | C    | Moon Chang-Jin    | 12 luglio 1993     | 0     | 0    | Pohang Steelers   |
| 9  | A    | Suk Hyun-jun (+)  | 29 giugno 1991     | 0     | 0    | Porto             |
| 10 | C    | Ryu Seung-Woo     | 17 dicembre 1993   | 0     | 0    | Bayer Leverkusen  |
| 11 | A    | Hwang Hee-Chan    | 26 gennaio 1996    | 0     | 0    | Red Bull Salzburg |
| 12 | C    | Lee Chan-Dong     | 10 gennaio 1993    | 0     | 0    | Gwangju           |
| 13 | D    | Park Dong-Jin     | 10 dicembre 1994   | 0     | 0    | Gwangju           |
| 14 | C    | Park Yong-Woo     | 10 settembre 1993  | 0     | 0    | Seoul             |
| 15 | D    | Jeong Seung-Hyun  | 3 aprile 1994      | 0     | 0    | Ulsan Hyundai     |
| 16 | C    | Kwon Chang-Hoon   | 30 giugno 1994     | 0     | 0    | Suwon Bluewings   |
| 17 | C    | Lee Chang-Min     | 20 gennaio 1994    | 0     | 0    | Jeonnam Dragons   |
| 18 | P    | Gu Sung-Yun       | 27 giugno 1994     | 0     | 0    | Consadole Sapporo |

### Fiji
Allenatore:  Frank Farina
| N. | Pos. | Giocatore             | Data nascita (età) | Pres. | Reti | Squadra            |
| -- | ---- | --------------------- | ------------------ | ----- | ---- | ------------------ |
| 1  | P    | Simione Tamanisau (+) | 5 giugno 1982      | 0     | 0    | Rewa               |
| 2  | D    | Praneel Naidu         | 28 marzo 1995      | 0     | 0    | Ba                 |
| 3  | D    | Filipe Baravilala     | 25 novembre 1994   | 5     | 0    | Suva               |
| 4  | D    | Jale Dreloa           | 21 aprile 1995     | 5     | 0    | Suva               |
| 5  | D    | Tony Tuivuna          | 25 marzo 1995      | 6     | 11   | Nadi               |
| 6  | D    | Anish Khem            | 27 agosto 1993     | 0     | 0    | Nadi               |
| 7  | C    | Nickel Chand          | 28 luglio 1995     | 6     | 1    | Suva               |
| 8  | C    | Setareki Hughes       | 8 giugno 1995      | 0     | 0    | Suva               |
| 9  | A    | Roy Krishna (+)       | 30 agosto 1987     | 0     | 0    | Wellington Phoenix |
| 10 | C    | Ratu Nakalevu         | 7 marzo 1994       | 6     | 1    | Rewa               |
| 11 | D    | Alvin Singh           | 9 giugno 1988      | 0     | 0    | Ba                 |
| 12 | C    | Tevita Waranaivalu    | 16 settembre 1995  | 6     | 1    | Rewa               |
| 13 | A    | Iosefo Verevou        | 1º maggio 1996     | 5     | 5    | Rewa               |
| 14 | D    | Samuela Nabenia       | 9 febbraio 1995    | 0     | 0    | Ba                 |
| 15 | A    | Saula Waqa            | 10 dicembre 1995   | 1     | 0    | Ba                 |
| 16 | A    | Osea Turagabeci       | 19 novembre 1994   | 0     | 0    | Suva               |
| 17 | P    | Shaneel Naidu         | 28 marzo 1995      | 0     | 0    | Dreketi            |

### Germania
Leon Goretzka, capitano della selezione ed infortunato nel corso del primo incontro, è stato rimpiazzato dal portiere Eric Oelschlägel in vista della finale.
Allenatore:  Horst Hrubesch
| N. | Pos. | Giocatore         | Data nascita (età) | Pres. | Reti | Squadra           |
| -- | ---- | ----------------- | ------------------ | ----- | ---- | ----------------- |
| 1  | P    | Timo Horn         | 12 maggio 1993     | 0     | 0    | Köln              |
| 2  | D    | Jeremy Toljan     | 8 agosto 1994      | 0     | 0    | 1899 Hoffenheim   |
| 3  | D    | Lukas Klostermann | 3 giugno 1996      | 0     | 0    | Leipzig           |
| 4  | D    | Matthias Ginter   | 19 gennaio 1994    | 0     | 0    | Borussia Dortmund |
| 5  | D    | Niklas Süle       | 3 settembre 1995   | 0     | 0    | 1899 Hoffenheim   |
| 6  | C    | Sven Bender (+)   | 27 aprile 1989     | 0     | 0    | Borussia Dortmund |
| 7  | C    | Max Meyer         | 18 settembre 1995  | 0     | 0    | Schalke 04        |
| 8  | C    | Lars Bender (+)   | 27 aprile 1989     | 0     | 0    | Bayer Leverkusen  |
| 9  | A    | Davie Selke       | 20 gennaio 1995    | 0     | 0    | Leipzig           |
| 10 | C    | Leon Goretzka     | 6 febbraio 1995    | 0     | 0    | Schalke 04        |
| 11 | C    | Julian Brandt     | 2 maggio 1996      | 0     | 0    | Bayer Leverkusen  |
| 12 | P    | Jannik Huth       | 15 aprile 1994     | 0     | 0    | Mainz 05          |
| 13 | D    | Philipp Max       | 30 settembre 1993  | 0     | 0    | Augsburg          |
| 14 | D    | Robert Bauer      | 9 aprile 1995      | 0     | 0    | Ingolstadt        |
| 15 | C    | Max Christiansen  | 25 settembre 1996  | 0     | 0    | Ingolstadt        |
| 16 | C    | Grischa Prömel    | 9 gennaio 1995     | 0     | 0    | Karlsruher        |
| 17 | C    | Serge Gnabry      | 14 luglio 1995     | 0     | 0    | Arsenal           |
| 18 | A    | Nils Petersen (+) | 6 dicembre 1988    | 0     | 0    | Freiburg          |
| 22 | P    | Eric Oelschlägel  | 20 settembre 1995  | 0     | 0    | Werder Brema      |

### Messico
Allenatore:  Raúl Gutiérrez
| N. | Pos. | Giocatore             | Data nascita (età) | Pres. | Reti | Squadra        |
| -- | ---- | --------------------- | ------------------ | ----- | ---- | -------------- |
|    | P    | Alfredo Talavera (+)  | 18 settembre 1982  | 0     | 0    | Toluca         |
|    | P    | Gibran Lajud          | 25 dicembre 1993   | 20    | 0    | Tijuana        |
|    | D    | José Abella           | 10 febbraio 1994   | 9     | 3    | Santos Laguna  |
|    | D    | Érick Aguirre         | 23 febbraio 1997   | 4     | 0    | Pachuca        |
|    | D    | César Montes          | 27 febbraio 1997   | 0     | 0    | Monterrey      |
|    | D    | Carlos Salcedo        | 29 settembre 1993  | 8     | 0    | Guadalajara    |
|    | D    | Jordan Silva          | 30 luglio 1994     | 14    | 1    | Toluca         |
|    | D    | Jorge Torres Nilo (+) | 16 gennaio 1988    | 0     | 0    | UANL           |
|    | C    | Carlos Cisneros       | 30 agosto 1993     | 7     | 3    | Guadalajara    |
|    | C    | Rodolfo Pizarro       | 15 febbraio 1994   | 7     | 0    | Pachuca        |
|    | C    | Víctor Guzmán         | 3 febbraio 1995    | 16    | 1    | Pachuca        |
|    | C    | Erick Gutiérrez       | 17 giugno 1995     | 3     | 0    | Pachuca        |
|    | C    | Michael Pérez Ortíz   | 14 febbraio 1993   | 3     | 1    | Guadalajara    |
|    | C    | Hirving Lozano        | 30 luglio 1995     | 5     | 1    | Pachuca        |
|    | C    | Alfonso González      | 5 settembre 1994   | 8     | 2    | Monterrey      |
|    | A    | Oribe Peralta (+)     | 12 gennaio 1984    | 5     | 6    | América        |
|    | A    | Érick Torres          | 19 gennaio 1993    | 9     | 7    | Houston Dynamo |
|    | A    | Marco Bueno           | 31 marzo 1994      | 13    | 5    | Guadalajara    |

## Girone D

### Honduras
Allenatore:   Jorge Luis Pinto
| N. | Pos. | Giocatore           | Data nascita (età)          | Pres. | Reti | Squadra                 |
| -- | ---- | ------------------- | --------------------------- | ----- | ---- | ----------------------- |
| 1  | P    | Luis López          | 13 settembre 1993 (22 anni) | 0     | 0    | Real España             |
| 2  | D    | Jonathan Paz        | 18 giugno 1995 (21 anni)    | 0     | 0    | Deportivo Real Sociedad |
| 3  | D    | Marcelo Pereira     | 27 maggio 1995 (21 anni)    | 0     | 0    | Motagua                 |
| 4  | D    | Kevin Álvarez       | 3 agosto 1996 (20 anni)     | 0     | 0    | Olimpia                 |
| 5  | D    | Allans Vargas       | 25 settembre 1993 (22 anni) | 0     | 0    | Real España             |
| 6  | C    | Bryan Acosta        | 24 novembre 1993 (22 anni)  | 0     | 0    | Real España             |
| 7  | C    | Brayan Ramírez      | 16 giugno 1994 (22 anni)    | 0     | 0    | Juticalpa               |
| 8  | D    | Johnny Palacios (+) | 20 dicembre 1986 (29 anni)  | 0     | 0    | Olimpia                 |
| 9  | A    | Anthony Lozano      | 25 aprile 1993 (23 anni)    | 0     | 0    | Tenerife                |
| 10 | C    | Óscar Salas         | 8 dicembre 1993 (22 anni)   | 0     | 0    | Olimpia                 |
| 11 | C    | Marcelo Espinal     | 24 febbraio 1993 (23 anni)  | 0     | 0    | svincolato              |
| 12 | A    | Romell Quioto (+)   | 9 agosto 1991 (24 anni)     | 0     | 0    | Olimpia                 |
| 13 | C    | Jhow Benavídez      | 26 dicembre 1995 (20 anni)  | 0     | 0    | Real España             |
| 14 | C    | Élder Torres        | 14 aprile 1995 (21 anni)    | 0     | 0    | Real Monarchs           |
| 15 | C    | Allan Banegas       | 4 ottobre 1993 (22 anni)    | 0     | 0    | Marathón                |
| 16 | D    | Brayan García       | 26 maggio 1993 (23 anni)    | 0     | 0    | Vida                    |
| 17 | A    | Alberth Elis        | 12 febbraio 1996 (20 anni)  | 0     | 0    | Olimpia                 |
| 18 | P    | Harold Fonseca      | 8 ottobre 1993 (22 anni)    | 0     | 0    | Juticalpa               |

### Algeria
Allenatore:  Pierre-André Schürmann
| N. | Pos. | Giocatore             | Data nascita (età) | Pres. | Reti | Squadra        |
| -- | ---- | --------------------- | ------------------ | ----- | ---- | -------------- |
|    | P    | Abdelkader Salhi      | 19 marzo 1993      | 11    | 0    | Belouizdad     |
|    | P    | Farid Chaâl           | 3 luglio 1994      | 0     | 0    | MC Alger       |
|    | D    | Ryad Kenniche         | 30 aprile 1993     | 7     | 1    | Sétif          |
|    | D    | Raouf Benguit         | 5 aprile 1996      | 10    | 1    | USM Alger      |
|    | D    | Abdelghani Demmou (+) | 29 gennaio 1989    | 0     | 0    | MC Alger       |
|    | D    | Houari Ferhani        | 11 febbraio 1993   | 7     | 0    | Kabylie        |
|    | D    | Ayoub Abdellaoui      | 16 febbraio 1993   | 12    | 0    | USM Alger      |
|    | D    | Miloud Rebiaï         | 12 dicembre 1993   | 0     | 0    | Sétif          |
|    | C    | Mohamed Benkhemassa   | 28 giugno 1993     | 12    | 1    | USM Alger      |
|    | C    | Sofiane Bendebka (+)  | 9 agosto 1992      | 0     | 0    | Hussein Dey    |
|    | C    | Rachid Aït-Atmane     | 4 febbraio 1993    | 0     | 0    | Sporting Gijón |
|    | C    | Haris Belkebla        | 28 gennaio 1994    | 0     | 0    | Tours          |
|    | C    | Zakaria Draoui        | 20 febbraio 1994   | 3     | 0    | Belouizdad     |
|    | A    | Oussama Darfalou      | 29 settembre 1993  | 11    | 4    | USM Alger      |
|    | A    | Zakaria Haddouche     | 19 agosto 1994     | 9     | 1    | Sétif          |
|    | A    | Mohamed Benkablia     | 2 febbraio 1994    | 0     | 0    | Kabylie        |
|    | A    | Abderrahmane Meziane  | 7 marzo 1993       | 0     | 0    | USM Alger      |
|    | A    | Baghdad Bounedjah (+) | 30 novembre 1991   | 0     | 0    | Al-Sadd        |

### Portogallo
Allenatore:  Rui Jorge
| N. | Pos. | Giocatore           | Data nascita (età) | Pres. | Reti | Squadra            |
| -- | ---- | ------------------- | ------------------ | ----- | ---- | ------------------ |
|    | P    | Bruno Varela        | 4 novembre 1994    | 0     | 0    | Vitória de Setúbal |
|    | P    | Joel Pereira        | 28 settembre 1996  | 0     | 0    | Manchester United  |
|    | D    | Edgar Ié            | 1º maggio 1994     | 0     | 0    | Villarreal B       |
|    | D    | Paulo Henrique      | 23 ottobre 1996    | 0     | 0    | Paços de Ferreira  |
|    | D    | Ricardo Esgaio      | 16 maggio 1993     | 1     | 0    | Sporting CP        |
|    | D    | Tiago Ilori         | 26 febbraio 1993   | 1     | 0    | Liverpool          |
|    | D    | Tobias Figueiredo   | 2 febbraio 1994    | 1     | 0    | Nacional           |
|    | C    | André Martins (+)   | 21 gennaio 1990    | 0     | 0    | Svincolato         |
|    | C    | Bruno Fernandes     | 8 settembre 1994   | 1     | 0    | Udinese            |
|    | C    | Fábio Sturgeon      | 4 febbraio 1994    | 0     | 0    | Belenenses         |
|    | C    | Francisco Ramos     | 10 aprile 1995     | 1     | 0    | Chaves             |
|    | C    | Pité                | 22 agosto 1994     | 0     | 0    | Tondela            |
|    | C    | Sérgio Oliveira (+) | 2 giugno 1992      | 1     | 0    | Porto              |
|    | C    | Tiago Silva         | 2 giugno 1993      | 0     | 0    | Feirense           |
|    | C    | Tomás Podstawski    | 30 gennaio 1995    | 0     | 0    | Porto B            |
|    | A    | Carlos Mané         | 11 marzo 1994      | 0     | 0    | Sporting CP        |
|    | A    | Gonçalo Paciência   | 1º agosto 1994     | 0     | 0    | Porto              |
|    | A    | Salvador Agra (+)   | 11 novembre 1991   | 0     | 0    | Nacional           |

### Argentina
Allenatore:  Julio Olarticoechea
| N. | Pos. | Giocatore          | Data nascita (età) | Pres. | Reti | Squadra             |
| -- | ---- | ------------------ | ------------------ | ----- | ---- | ------------------- |
|    | P    | Gerónimo Rulli (+) | 20 maggio 1992     | 0     | 0    | Real Sociedad       |
|    | P    | Axel Werner        | 28 febbraio 1996   | 0     | 0    | Atlético de Rafaela |
|    | D    | Víctor Cuesta (+)  | 19 novembre 1988   | 0     | 0    | Independiente       |
|    | D    | José Luis Gómez    | 10 settembre 1993  | 0     | 0    | Lanús               |
|    | D    | Lautaro Gianetti   | 13 novembre 1993   | 0     | 0    | Vélez Sarsfield     |
|    | D    | Lisandro Magallán  | 27 settembre 1993  | 0     | 0    | Boca Juniors        |
|    | D    | Alexis Soto        | 20 ottobre 1993    | 0     | 0    | Banfield            |
|    | D    | Leandro Vega       | 27 maggio 1996     | 0     | 0    | River Plate         |
|    | C    | Joaquín Arzura     | 18 maggio 1993     | 0     | 0    | River Plate         |
|    | C    | Santiago Ascacíbar | 25 febbraio 1997   | 0     | 0    | Estudiantes         |
|    | C    | Manuel Lanzini     | 15 febbraio 1993   | 0     | 0    | West Ham United     |
|    | C    | Giovani Lo Celso   | 9 aprile 1996      | 0     | 0    | Rosario Central     |
|    | C    | Mauricio Martínez  | 20 febbraio 1993   | 0     | 0    | Unión de Santa Fe   |
|    | C    | Lucas Romero       | 18 aprile 1994     | 0     | 0    | Cruzeiro            |
|    | A    | Jonathan Calleri   | 23 settembre 1993  | 0     | 0    | São Paulo           |
|    | A    | Ángel Correa       | 9 marzo 1995       | 0     | 0    | Atlético Madrid     |
|    | A    | Cristian Espinoza  | 3 aprile 1995      | 0     | 0    | Huracán             |
|    | A    | Giovanni Simeone   | 5 luglio 1995      | 0     | 0    | Banfield            |